# Rissoa torquilla
Rissoa torquilla is een slakkensoort uit de familie van de Rissoidae. De wetenschappelijke naam van de soort is voor het eerst geldig gepubliceerd in 1912 door Pallary.